# ۱۰۴۲ (میلادی)

## رویدادها
- ۴ نوامبر: زمین‌لرزه تبریز. زمینلرزه فاجعه باری در اواخر عصر پنجشنبه ۱۷ ربیع الثانی ۴۳۴ در تبریز روی داد. بخشی از شهر کاملاً ویران شد و بخشی از آن آسیبی ندید. گفته شده‌است که ۴۰ هزار تن جان خود را از دست دادند. دژ شهر، باروی آن، خانه ها، گرمابه‌ها و بازارها، و نیز بزرگ‌ترین بخش کاخ فرمانروای شهر ویران شد.

## درگذشتگان
- ۸ ژوئن - هاردیکانوت، پادشاه دانمارک و انگلستان
- ۲۴ اوت - میخائیل پنجم، امپراتور بیزانس